# Francine Bergé
Pour les articles homonymes, voir Bergé.
Francine Bergé, née le 21 juillet 1938 à Neuilly-sur-Seine, est une actrice française.

## Biographie

### Jeunesse
Née le 21 juillet 1938 à Neuilly-sur-Seine, Francine Bergé est issue d'une famille d'artistes. Son père lui donne des cours de danse classique au théâtre du Châtelet avec sa jeune sœur Colette Bergé (1941-2008), qui deviendra également actrice. Toute jeune, elle suit des cours de danse classique, puis ceux d'art dramatique, se passionne pour le théâtre et décide d'entreprendre une carrière de comédienne.

### Carrière
Elle entre au Conservatoire, d'où elle sort en 1959 en obtenant un premier prix de tragédie. La même année, elle intègre la Comédie-Française, qu'elle quitte au bout d'un an. Elle fera de nouveau, bien des années plus tard, un séjour d'une saison au Français. Entre-temps, elle entreprend moult tournées, où elle est à l'affiche de nombreuses œuvres classiques.
Elle débute au cinéma en 1963 dans Les Abysses de Nikos Papatakis, aux côtés de sa sœur. La même année, elle tourne dans Judex de Georges Franju, film hommage à la sérial de Louis Feuillade, dans lequel elle se fait remarquer par sa grande taille et son physique favorable à jouer des antagonistes.
En 1976, elle interprète Nicole dans Monsieur Klein de Joseph Losey, donnant la réplique à Alain Delon et Michael Lonsdale.
Par la suite, elle se consacre davantage au théâtre et à la télévision, tout en continuant à s'illustrer à un rythme irrégulier au cinéma, en interprétant des rôles secondaires, notamment dans Les Rivières pourpres de Mathieu Kassovitz en 2000.

## Filmographie

### Cinéma
- 1956 : Elena et les Hommes de Jean Renoir : une soubrette de Rosa
- 1962 : Les Abysses de Nikos Papatakis : Michelle
- 1963 : Judex de Georges Franju : Diana Monti/Marie Verdier
- 1964 : La Ronde de Roger Vadim : Maximilienne de Poussy
- 1967 : Suzanne Simonin, la Religieuse de Diderot de Jacques Rivette : Sœur Sainte-Christine
- 1968 : Benjamin ou les mémoires d'un puceau de Michel Deville : Marion
- 1968 : La Cage de Pierre court métrage de Pierre Zucca : Récitante
- 1968 : Bruno, l'enfant du dimanche de Louis Grospierre : La femme de chambre
- 1968 : Catherine, il suffit d'un amour de Bernard Borderie : Sarah
- 1971 : Paulina 1880 de Jean-Louis Bertuccelli : Monica Dadi
- 1972 : Pic et pic et colegram de Rachel Weinberg : la voix de Mina adulte
- 1976 : Monsieur Klein de Joseph Losey : Nicole
- 1978 : Une histoire simple de Claude Sautet : Francine
- 1979 : Aimée de Joël Farges : Rose
- 1979 : Le Toubib de Pierre Granier-Deferre : Marcia
- 1983 : La vie est un roman d'Alain Resnais : une jeune femme
- 1984 : Un amour interdit de Jean-Pierre Dougnac
- 1993 : Un crime de Jacques Deray : Mme Dunand
- 1993 : Du fond du cœur de Jacques Doillon
- 1997 : Le Septième Ciel de Benoît Jacquot : La mère de Mathilde
- 1998 : Vigo, histoire d'une passion de Julien Temple : Mama Lozinska
- 1998 : Kennedy et moi de Sam Karmann : Lydia Brentano
- 1999 : Inséparables de Michel Couvelard : Lulu Nicoletti
- 2000 : Confort Moderne de Dominique Choisy : La mère
- 2000 : Les Rivières pourpres de Mathieu Kassovitz : la directrice
- 2001 : Sauvage Innocence de Philippe Garrel : La mère de Marie-Thérèse
- 2003 : À ton image de Aruna Villiers : La mère de Mathilde
- 2003 : Précipitations, court métrage de Michel Tavarès
- 2010 : Si les papillons parlaient de Stefan Libiot : Nina
- 2011 : Cendre de Pierre Alfred Eberhard (court métrage)
- 2017 : Numéro Une de Tonie Marshall : Adrienne Postel-Devaux
- 2023 : Le Grand Chariot de Philippe Garrel : la grand-mère

### Télévision
- 1962 : Othello de Claude Barma : Desdémone
- 1962 : La caméra explore le temps : La Conjuration de Cinq-Mars de Guy Lessertisseur : Marie de Gonzague
- 1965 : Rocambole de Jean-Pierre Decourt : La Belle Jardinière
- 1965 : Gaspard des montagnes de Henri Pourrat, réalisé par Jean-Pierre Decourt : Anne-Marie Grange
- 1966 : Il faut que je tue Monsieur Rumann de Guy Casaril, film adapté du roman de Jean-Charles Pichon 1950
- 1967 : Par quatre chemins
- 1971 : Mesure pour mesure de William Shakespeare, réalisation Marcel Bluwal
- 1971 : Le Misanthrope de Pierre Dux : Arsinoé
- 1973 : La Barque sans pêcheur de Aldo Altit : Henriette
- 1974 : Madame Baptiste de Claude Santelli : La mère
- 1975 : Plus amer que la mort de Michel Wyn : Simone Fargeau
- 1976 : Tom et Julie de Nina Companéez : Peggy
- 1978 : Louis XI ou la naissance d'un roi de Alexandre Astruc : Agnès Sorel
- 1978 : Un ours pas comme les autres de Nina Companéez : Joséphine
- 1978 : La Discorde de Georges Franju : Cécile
- 1978 : Lulu de Marcel Bluwal : La comtesse Geschwitz
- 1978 : Allégra de Michel Wyn : Paule
- 1979 : La Muse et la Madone de Nina Companéez : Rachel
- 1979 : Le Cadran solaire de Michel Wyn : Anne
- 1979 : Les Amours de la Belle Époque : Le Mariage de chiffon de Agnès Delarive : La marquise
- 1980 : La Mort en sautoir de Pierre Goutas : Mascha
- 1981 : Le Mariage de Figaro de Pierre Badel : La comtesse
- 1981 : Carte Vermeil de Alain Levent : Mme de Saint-Hillaire
- 1981 : Salut champion : Seule contre tous de Victor Vicas
- 1982 : Emmenez-moi au théâtre : Apprends-moi Céline de Maria Pacôme, réalisation Alain Boudet : Natacha
- 1984 : La vie telle qu'elle change de Nicole M. André : Sophie
- 1985 : Les Bonnes de Michel Dumoulin : Solange
- 1985 : Les Cinq Dernières Minutes : Meurtre à la baguette de Jacques Audoir
- 1986 : Le Bal d'Irène de Jean-Louis Comolli : Mme De Sarcey
- 1988 : Les Cinq Dernières Minutes : Mystère et pomme de pin de Jean-Pierre Desagnat : Jeanne Courtelin
- 1988 : L'Affaire Saint-Romans de Michel Wyn
- 1993 : Ferbac : Le Crime de Ferbac de Bruno Gantillon : Le substitut Lafarge
- 1993 : La Voyageuse du soir de Igaal Niddam : Mme Armelle
- 1994 : Commissaire Chabert : Mort d'une fugitive de Bruno Gantillon
- 1996 : Médée de Pierre Jourdan : Médée, actrice
- 1998 : Un cadeau, la vie ! de Jacob Berger : Thérèse Boivin
- 2000 : Toute la ville en parle de Marc Rivière : Hélène Verdier
- 2000 : L'Enchanteur de Bénédicte Brunet : Suzanne
- 2001 : Les Enquêtes d'Éloïse Rome : À cœur ouvert de Denys Granier-Deferre : Luce Paquelier
- 2002 : Famille d'accueil : Une mère à tout prix de Daniel Janneau : Madeleine
- 2002 : Si j'étais lui de Philippe Triboit : Madame Fontana
- 2004 : Le Choix de Macha de Marianne Lamour : Anne-Marie
- 2005 : Clara Sheller de Renaud Bertrand : Danièle
- 2006 : Avocats et Associés : À corps perdu : Nadège Fougerolles
- 2007 : Fabien Cosma : Grain de sable de Bruno Gantillon : Mme Baudrier
- 2009 : Sœur Thérèse.com : Crime d'amour : la révérende
- 2009 : Un petit mensonge de Denis Malleval : Marie-Françoise
- 2011 : Amoureuse de Nicolas Herdt : Luisa
- 2012 : Plus belle la vie : Lydie de la Perthuis
- 2013 : Il faut marier maman de Jérôme Navarro : Violette
- 2021 : Police de caractères, épisode Post Mortem de Gabriel Aghion : Annette Delasalle
- 2023 : Alphonse de Nicolas Bedos (série Prime Vidéo) : Adèle Clément

## Théâtre
- Othello de William Shakespeare
- Richard II de William Shakespeare
- Le Soulier de satin de Paul Claudel, mise en scène Jean-Louis Barrault
- Échec à la reine d’Andrée Chédid, mise en scène Jean-Daniel Laval
- Tchekhov Tchekhova de François Nocher, mise en scène de l'auteur
- 1957 : Périclès, prince de Tyr de William Shakespeare, mise en scène René Dupuy, Théâtre de l'Ambigu
- 1959 : Le Prince de Papier de Jean Davray, mise en scène Jacques Charon, Théâtre des Mathurins
- 1959 : Je vivrai un grand amour de Steve Passeur, mise en scène René Clermont, Théâtre Hébertot
- 1959 : Phèdre de Racine, mise en scène Jean Meyer, Comédie-Française
- 1961 : Antigone de Jean Anouilh, mise en scène André Barsacq, Vienne
- 1961 : Hamlet de William Shakespeare, mise en scène Jean Darnel, Festival d'Art dramatique de Saint-Malo
- 1961 : L'Hurluberlu de Jean Anouilh, mise en scène Roland Piétri, Théâtre des Célestins
- 1961 : Liliom de Ferenc Molnár, mise en scène Jean-Pierre Grenier, Théâtre de l'Ambigu
- 1962 : Les Femmes savantes de Molière, mise en scène Jean Meyer, Théâtre du Palais-Royal
- 1962 : Amphitryon de Molière, mise en scène Jean Meyer, Théâtre du Palais-Royal
- 1963 : Dom Juan de Molière, mise en scène Jean Meyer, Théâtre du Palais-Royal
- 1963 : La dame ne brûlera pas de Christopher Fry, mise en scène Pierre Franck, Théâtre de l'Œuvre
- 1964 : Le Malentendu d'Albert Camus, mise en scène Michel Vitold, Théâtre Gramont
- 1966 : Bérénice de Racine, mise en scène Roger Planchon, Théâtre de la Cité Villeurbanne : Bérénice
- 1966 : Richard III de William Shakespeare, mise en scène Roger Planchon, Festival d'Avignon : Lady Anne
- 1967 : Richard III de William Shakespeare, mise en scène Roger Planchon, Théâtre de la Cité Villeurbanne : Lady Anne
- 1967 : Château en Suède de Françoise Sagan, mise en scène André Barsacq, Théâtre de l'Atelier
- 1969 : Cher Antoine de Jean Anouilh, mise en scène Jean Anouilh et Roland Piétri, Comédie des Champs-Élysées
- 1971 : Électre de Jean Giraudoux, mise en scène Andréas Voutsinás, Festival national de Bellac
- 1972 : Tu étais si gentil quand tu étais petit de Jean Anouilh, mise scène Jean Anouilh & Roland Piétri, Théâtre Antoine
- 1973 : Phèdre de Racine, mise en scène Antoine Bourseiller, Théâtre du Gymnase
- 1973 : Le Voyageur sans bagage de Jean Anouilh, mise scène Nicole Anouilh, Théâtre des Mathurins
- 1974 : La Poupée de Jacques Audiberti, mise en scène Bernard Ballet et Marcel Maréchal, Théâtre du Huitième, Festival d'Avignon
- 1974 : Hölderlin de Peter Weiss, mise en scène Bernard Ballet et Marcel Maréchal, Festival d'Avignon
- 1975 : Hôtel du Lac de François-Marie Banier, mise en scène Andréas Voutsinás, Théâtre Moderne
- 1976 : Le Jardin de craie d'Enid Bagnold, mise en scène Raymond Gérôme, Théâtre Hébertot
- 1977 : Romeo et Juliette de William Shakespeare, mise en scène Denis Llorca, Les Tréteaux du Midi : Festival de la Cité Carcassonne
- 1978 : Romeo et Juliette de William Shakespeare, mise en scène Denis Llorca, Les Tréteaux du Midi : Théâtre Daniel Sorano Vincennes
- 1979 : Le Malade imaginaire de Molière, mise en scène Marcel Maréchal
- 1980 : Le Fleuve rouge de Pierre Laville, mise en scène Marcel Maréchal, Théâtre national de Marseille, Théâtre national de Chaillot, TNP Villeurbanne, Théâtre national de Strasbourg
- 1980 : Le Mariage de Figaro de Beaumarchais, mise en scène Françoise Petit et Maurice Vaudaux, Théâtre de Paris
- 1982 : Les Trois Mousquetaires de Alexandre Dumas, mise en scène Marcel Maréchal
- 1983 : Entre la raison et le désir... Trois tragédies de Racine de Racine, mise en scène Anne Delbée, Festival d'Avignon
- 1984 : Le Chevalier à la rose de Hugo von Hofmannsthal, mise en scène Jean-Louis Thamin, Théâtre de la Ville, Nouveau théâtre de Nice
- 1988 : Le Véritable Saint-Genest, comédien et martyr de Jean de Rotrou, mise en scène André Steiger, Comédie-Française
- 1989 : Mobie-Diq de Marie Redonnet, mise en scène Alain Françon, Théâtre de la Bastille
- 1989 : La mer est trop loin de Jean-Gabriel Nordmann, mise en scène Robert Cantarella, Théâtre 13
- 1989 : Médée d'Euripide, mise en scène Dominique Quéhec, Théâtre 13
- 1990 : Rencontre de Peter Nadas, mise en scène Alain Timar, Festival d'Avignon
- 1990 : Quand nous nous réveillerons d'entre les morts de Henrik Ibsen, mise en scène Kjetil Bang-Hansen, Théâtre national de Strasbourg
- 1991 : Summer d’Edward Bond, mise en scène René Loyon, Théâtre national de la Colline
- 1991 : Agesilan De Colchos de Jean de Rotrou, mise en scène Philippe Berling, Théâtre national de Strasbourg
- 1993 : Atget et Bérénice de Michèle Fabien, mise en scène Marc Liebens, Théâtre Vidy-Lausanne
- 1995 : Golden Joe d'Éric-Emmanuel Schmitt, mise en scène Gérard Vergez, Théâtre de la Porte-Saint-Martin
- Quartett de Heiner Muller, mise en scène Marie-Noëlle Rio
- 2000 : Hôtel des deux mondes de Éric-Emmanuel Schmitt, mise en scène Daniel Roussel, Théâtre Marigny
- 2000 : Une fête pour Boris de Thomas Bernhard, mise en scène Jacques Kraemer
- 2002 : Jeux de scène de Victor Haïm, mise en scène Marcel Bluwal, Théâtre de l'Œuvre, Pépinière Opéra
- 2002 : Prodige de Nancy Huston, mise en scène Gabriel Garran, Théâtre International de Langue Française
- 2003 : Le Lac d'argent de Georg Kaiser et Kurt Weill, mise en scène Olivier Desbordes, Théâtre Silvia Monfort
- 2006 : Bobby Fischer vit à Pasadena de Lars Norén, mise en scène Renaud Marie Leblanc, Théâtre La Criée
- 2006 - 2007 : La Marquise d'O d'Heinrich von Kleist, mise en scène Lukas Hemleb, Comédie de Valence, Le Cratère Alès, Maison de la Culture de Bourges, Maison de la Culture d'Amiens, Théâtre Gérard-Philipe, tournée
- 2009 : Gertrude (Le Cri) de Howard Barker, mise en scène Giorgio Barberio Corsetti, Odéon-Théâtre de l'Europe
- 2009 : Phèdre de Racine, mise en scène Renaud Marie Leblanc, Théâtre des Treize Vents
- 2011 : Le Nombril de Jean Anouilh, mise en scène Michel Fagadau, Comédie des Champs-Élysées
- 2012 : Cher menteur de Jérome Kilty (d'après George Bernard Shaw), mise en scène Régis Santon, Théâtre La Bruyère (Paris)
- 2013 : Le prix des boîtes de Frédéric Pommier, mise en scène Jorge Lavelli, Théâtre de l'Athénée
- 2013 : Le malentendu de Albert Camus, mise en scène Olivier Desbordes, tournée
- 2015 - 2016 : Bettencourt Boulevard de Michel Vinaver, mise en scène Christian Schiaretti, TNP de Villeurbanne, théâtre national de la Colline
- 2018 : L'Échange de Paul Claudel, mise en scène Christian Schiaretti, TNP de Villeurbanne
- 2023 : La Brève liaison de maman de Richard Greenberg, mise en scène Isabelle Starkier, Studio Hébertot, Théâtre Le Petit Louvre d'Avignon

## Doublage

### Cinéma

#### Films
- 1996 : Hamlet : Gertrude, la reine (Julie Christie)
- 1999 : La Ligne verte : Melinda Moores, la femme du directeur, atteinte d'une tumeur au cerveau (Patricia Clarkson)

## Distinctions
- Prix du Syndicat de la critique 1970 : meilleure comédienne pour Bérénice
- Molières 2003 : nomination au Molière de la comédienne pour Jeux de scène
- Palmarès du théâtre 2013 : Prix d'honneur
- Molières 2016 : nomination au Molière de la comédienne dans un spectacle de théâtre public pour Bettencourt boulevard ou Une histoire de France
- Prix du Brigadier 2018 : Brigadier d'Honneur pour L'Échange de Paul Claudel, mise en scène de Christian Schiaretti et pour l'ensemble de sa carrière
- Molières 2019 : nomination au Molière de la comédienne dans un spectacle de théâtre public pour L'Échange.